# Postectitla
Postectitla är en ort i Mexiko.   Den ligger i kommunen Chicontepec och delstaten Veracruz, i den sydöstra delen av landet, 200 km nordost om huvudstaden Mexico City. Postectitla ligger 529 meter över havet och antalet invånare är 329.
Terrängen runt Postectitla är huvudsakligen kuperad, men norrut är den platt. Postectitla ligger uppe på en höjd. Runt Postectitla är det ganska tätbefolkat, med 65 invånare per kvadratkilometer. Närmaste större samhälle är Benito Juárez, 17,7 km väster om Postectitla. Omgivningarna runt Postectitla är en mosaik av jordbruksmark och naturlig växtlighet.